# Max Walscheid
Maximilian (Max) Walscheid (Neuwied, 13 juni 1993) is een Duits wielrenner die sinds 2024 voor Team Jayco AlUla rijdt. Daarvoor reed hij vanaf medio 2015 voor Team Sunweb en zijn voorgangers en voor Team Qhubeka-ASSOS en diens voorganger NTT Pro Cycling en vanaf 2022 tot 2023 voor Cofidis.

## Carrière
In 2014 werd hij Duits beloftenkampioen op de weg door in de sprint Phil Bauhaus en Erik Bothe voor te blijven.
Aan het eind van het seizoen 2015 mocht Walscheid stage lopen bij het Duitse Team Giant-Alpecin. Namens de ploeg werd hij onder meer dertiende in de Brussels Cycling Classic en achtste in de Omloop van het Houtland. Na afloop van zijn stage werd bekend dat Walscheid een profcontract mocht tekenen bij Giant-Alpecin.
In juni 2016 werd Walscheid achter André Greipel tweede op het Duits wegkampioenschap.
Walscheid reed de Ronde van Frankrijk in 2022 niet uit, omdat hij uit koers werd gehaald na een positieve test op COVID-19.

## Overwinningen
2014
4e en 5e etappe Ronde van Berlijn
Duits kampioen op de weg, Beloften
2015
4e etappe Ronde van Berlijn
Kernen Omloop Echt-Susteren
2016
3e, 4e, 5e, 7e en 9e etappe Ronde van Hainan
Puntenklassement Ronde van Hainan
2017
5e etappe Ronde van Denemarken
2018
3e etappe Ronde van Yorkshire
Ronde van het Münsterland
2019
Omloop van het Houtland
2020
3e en 8e etappe Ronde van Langkawi
Puntenklassement Ronde van Langkawi
2021
 Europees kampioenschap gemengde ploegenestafette, elite
 Wereldkampioen Mixed Relay
2022
GP Denain
2023
 Europees kampioenschap gemengde ploegenestafette, elite
 Wereldkampioenschap gemengde ploegenestafette, elite
2024
 Europees kampioenschap gemengde ploegentijdrit, elite
Omloop van het Houtland

### Resultaten in voornaamste wedstrijden
| Jaar | Ronde van Italië | Ronde van Frankrijk | Ronde van Spanje |
| ---- | ---------------- | ------------------- | ---------------- |
| 2015 |                  |                     |                  |
| 2016 |                  |                     |                  |
| 2017 |                  |                     |                  |
| 2018 |                  |                     | 156e             |
| 2019 |                  |                     | 137e             |
| 2020 |                  | 134e                |                  |
| 2021 | 124e             | 121e                |                  |
| 2022 |                  | opgave              |                  |
| 2023 |                  |                     |                  |
| 2024 | 127e             |                     |                  |
| 2025 |                  |                     |                  |

| Jaar | Milaan-San Remo | Gent-Wevelgem | Ronde van Vlaanderen | Parijs-Roubaix | Scheldeprijs | Parijs-Tours |  | Wereldranglijsten |
| ---- | --------------- | ------------- | -------------------- | -------------- | ------------ | ------------ |  | ----------------- |
| 2015 |                 |               |                      |                |              | 35e          |  |                   |
| 2016 |                 |               |                      |                |              | 50e          |  |                   |
| 2017 |                 |               |                      |                | 153e         | 109e         |  | 286e (UWT)        |
| 2018 |                 |               |                      | 52e            | 6e           | 87e          |  | 256e (UWT)        |
| 2019 |                 | 51e           |                      | buit.tijd      | ↑            | 34e          |  | 170e (UWR)        |
| 2020 | 146e            | 57e           | 30e                  |                | 33e          |              |  |                   |
| 2021 |                 |               | 27e                  | 12e            | 12e          |              |  |                   |
| 2022 |                 |               |                      |                |              |              |  |                   |
| 2023 |                 | 82e           | 55e                  | 8e             | 8e           |              |  |                   |
| 2024 |                 | 32e           | 20e                  | 49e            | 69e          |              |  |                   |
| 2025 |                 | 55e           | 61e                  | 59e            | 34e          |              |  |                   |

### Resultaten in kleinere rondes
| Jaar | Tour Down Under | UAE Tour | Parijs-Nice | Tirreno-Adriatico | Ronde van Catalonië | Ronde van Californië | Ronde van Polen | BinckBank Tour | Ronde van Guangxi |
| ---- | --------------- | -------- | ----------- | ----------------- | ------------------- | -------------------- | --------------- | -------------- | ----------------- |
| 2015 |                 |          |             |                   |                     |                      |                 |                |                   |
| 2016 |                 |          |             |                   |                     |                      | opgave          |                |                   |
| 2017 |                 |          |             | 149e              | opgave              |                      | opgave          |                | 94e               |
| 2018 |                 |          |             |                   | opgave              | 109e                 |                 | 81e            | 53e               |
| 2019 | 120e            | 118e     |             |                   |                     | 101e                 | opgave          |                |                   |
| 2020 |                 | 122e     | opgave      |                   |                     |                      |                 | 16e            |                   |
| 2021 |                 | 99e      | opgave      |                   |                     |                      | 126e            | opgave         |                   |
| 2022 |                 |          | opgave      |                   |                     |                      |                 |                |                   |
| 2023 |                 |          | opgave      |                   |                     |                      | 132e            |                | 60e               |
| 2024 |                 |          |             | opgave            |                     |                      |                 |                |                   |

## Ploegen
- 2012 –  Raiko Stölting
- 2013 –  Team Stölting
- 2014 –  Team Stölting
- 2015 –  Team Kuota-Lotto
- 2015 –  Team Giant-Alpecin (stagiair vanaf 1 augustus)
- 2016 –  Team Giant-Alpecin
- 2017 –  Team Sunweb
- 2018 –  Team Sunweb
- 2019 –  Team Sunweb
- 2020 –  NTT Pro Cycling
- 2021 –  Team Qhubeka-ASSOS
- 2022 –  Cofidis
- 2023 –  Cofidis
- 2024 –  Team Jayco AlUla
- 2025 –  Team Jayco AlUla

Benoit · Braun · Dombrowski · Drumm · Fließgarten · Hatz · Huppertz · Knaup · Löer · Meisen · Monreal · Rapps · Retschke · Walscheid · Weinzheimer · Westmattelmann
Arndt · Barguil · Craddock · Curvers · De Backer · De Kort · Degenkolb · Dumoulin · Fairly · Fröhlinger · Geschke · Haga · Hupond · Ji · Jones · Kittel · F. Ludvigsson · T. Ludvigsson · Mezgec · Olivier · Preidler · Sinkeldam · Stamsnijder · Timmer · Van der Haar · Veelers · Waeytens · Walscheid (stagiair)
Andersen · Arndt · Barguil · Curvers · Ten Dam · De Backer · Degenkolb · Dumoulin · Fairly · Fröhlinger · Geschke · Van der Haar · Haga · Ji · Jones · De Kort · F. Ludvigsson · T. Ludvigsson · Lunke · Oomen · Preidler · Sinkeldam · Stamsnijder · Timmer · Veelers · Waeytens · Walscheid · Hoekstra (stagiair) · Kanter (stagiair) · Tusveld (stagiair)
Andersen · Arndt · Barguil · Bauhaus · Curvers · Ten Dam · De Backer · Dumoulin   · Fröhlinger · Geschke · Haga · Hamilton · Hofstede · Kämna · Kelderman · Lunke · Matthews · Oomen · Preidler · Sinkeldam · Stamsnijder · Teunissen · Timmer · Waeytens · Walscheid · Kanter (stagiair) · Rohde (stagiair)
Andersen · Arndt · Bauhaus · Curvers · ten Dam · Dumoulin   · Fröhlinger · Geschke · Haga · Hamilton · Hindley · Hofstede · Kämna · Kelderman · Matthews · Oomen · Stamsnijder · Storer · Teunissen · Theuns · Tusveld · Vervaeke · Walscheid
Arndt · Bakelants ·  Bol · Curvers · Dumoulin · Fröhlinger · Haga · Hamilton · Hindley · Hirschi · Kämna · Kanter · Kelderman · A. Kragh Andersen · S. Kragh Andersen · Matthews · Nieuwenhuis · Oomen · Pedersen · Power · Roche · Storer · Stork · Tusveld · Vervaeke · Walscheid · Eekhoff (stagiair) · Kooistra (stagiair) · Salmon (stagiair)
Barbero · Battistella · Boasson Hagen · Campenaerts · Carbel · De Bod · Dlamini · Dyball · Gasparotto · Gebreigzabhier · Gibbons · Gogl · Iribe · Janse van Rensburg · King · Kreuziger · Mäder · Meintjes · Nizzolo  · O'Connor · Pozzovivo · Sobrero · Stokbro · Sunderland · Thomson · Tiller · Valgren · Walscheid · Wyss
Armée · Aru · Barbero · Bennett · Brown · Campenaerts · Claeys · Clarke · Dlamini · Frankiny · Gogl · Hansen · Henao · Janse van Rensburg · Lindeman · Nizzolo  · Pelucchi · Power · Pozzovivo · Schmid · Stokbro · Sunderland · Tanfield · Vacek · Vinjebo · Walscheid · Wiśniowski
Allegaert · Armée · Bidard · Bohli · Carvalho · Champion · Cimolai · Consonni · Coquard · Delettre · Fernández · Finé · Geschke · Jesús Herrada · José Herrada · Izagirre · Kreder · Lafay · Martin · Perez · Périchon · Renard · Rochas · Sajnok · Thomas · Toumire · Vanbilsen · Villella · Wallays · Walscheid · Zingle · Kolze Changizi (stagiair) · Lecamus-Lambert (stagiair) · Wood (stagiair)
Allegaert · Bidard · Carvalho · Champion · Cimolai · Consonni · Coquard · Delettre · Fernández · Finé · Geschke · Jesús Herrada · José Herrada · Izagirre · Kreder · Lafay · Lastra · Mariault · Martin · Noppe · Perez · Périchon · Renard · Rochas · Thomas · Toumire · Wallays · Walscheid · Wood · Zingle · Gudnitz (stagiair) · Knight (stagiair) · Larmet (stagiair)
Berhe · Craddock · De Marchi · De Pretto · Dunbar · Durbridge · Engelhardt · Ewan · Foldager · Groenewegen · Hamilton · Harper · Hepburn · Jansen · Juul-Jensen · Maas · Matthews · Mezgec · O'Brien · Peña · Plapp · Porter · Quick · Reinders · Schmid · Scotson · Stewart · Walscheid · Yates · Zana